# 포항과학기술고등학교
포항과학기술고등학교(浦項科學技術高等學校)는 대한민국 경상북도 포항시 남구 구룡포읍 구룡포리에 있는 공립 고등학교이다.

## 학교 연혁
- 1948년 2월 18일 : 구룡포중학원 설립인가, 장기택 원장 취임
- 1951년 8월 30일 : 구룡포수산고등학교 설립 인가, 초대 장기택 교장 취임
- 1971년 2월 28일 : 학교법인 구룡포 교육재단 해체
- 1971년 3월 1일 : 공립학교로 전환
- 1972년 2월 3일 : 구룡포실업고등학교로 교명 변경(어업과 3학급, 상업과 3학급)
- 1976년 3월 1일 : 구룡포종합고등학교로 교명 변경(어업과 남 3학급, 상업과 여 3학급, 보통과 남 3학급)
- 1979년 2월 7일 : 산업체 특별학급 설치 인가 (학 학년 1학급)
- 1979년 10월 6일 : 고등학교 보통과 여자 3학급 증설인가
- 1983년 3월 1일 : 구룡포여자중종합고등학교 분리(중학교 15학급. 고등학교 어업과 3학급, 보통과 3학급 편성)
- 2011년 9월 11일 : 특성화고등학교 지정
- 2012년 3월 1일 : 포항과학기술고등학교 출범(구룡포종고와 구룡포여종고 통폐합 및 교명변경)
- 2014년 8월 18일 : 개축교사 이전완료
- 2017년 3월 1일 : 취업역량강화 자율학교 운영(2017-2019)
- 2019년 3월 1일 : 고등학교 학칙 변경 인가(물류관리과, 뷰티케어과)
- 2021년 3월 1일 : 교육부 산학 일체형 도제학교(NCS자격기반 품질경영_L3) 운영(2021-2025)
- 2022년 3월 1일 : 제31대 정원용 교장 취임
- 2023년 1월 3일 : 제71회 31명 졸업 (총15,931명)
- 2023년 3월 2일 : 입학 41명(물류관리과 17명, 뷰티케어과 24명)

## 설치 학과
- 물류관리과
- 뷰티케어과

## 참고 자료
- 포항과학기술고등학교 - 한국교육학술정보원 학교알리미